# Covington (Luizjana)
Covington – miasto w Stanach Zjednoczonych, w stanie Luizjana, siedziba parafii St. Tammany.